# 靛冠噪鹛
靛冠噪鹛（学名：Pterorhinus courtoisi），是画眉科噪鹛属的一种，是全面迁徙的候鸟，为中国大陆的特有种。全球活动范围约为320平方千米。该物种的保护状况在2007年被评为极危。
靛冠噪鹛的栖息地包括亚热带或热带的湿润低地林和亚热带或热带的（低地）湿润疏灌丛。